# Невское время
«Не́вское вре́мя» — российская общественно-политическая газета. В газете публикуются официальные сообщения Губернатора, Правительства и иных исполнительных органов государственной власти Санкт-Петербурга.
Изначально газета «Невское время» позиционировала себя «официальным публикатором» законодательной власти, каким был её первый учредитель «Ленсовет 21-го созыва» при сохранении независимости прессы от любого влияния.
В сентябре 2015 года «Деловой Петербург» со ссылкой на источники в холдинге «Балтийской медиагруппа» Арама Габрелянова сообщил о закрытии газеты. Газета будет выходить до конца октября 2015 года.
17 октября 2015 года вышел последний «бумажный» номер газеты.
В настоящее время газета зарегистрирована как интернет-издание (Свидетельство о регистрации СМИ ЭЛ № ФС 77 — 68540 от 31.01.2017). Большинство статей не подписаны, что, в соответствии с традициями прессы, характеризует эту газету как личный блог главного редактора. Новые статьи появляются с периодичностью от 2 до 5 недель.

## История
Основана в январе 1991 года (по опубликованным же данным газета основана ранее, а 1 января 1991 года вышел первый номер «Невского времени»).
20 августа 1990 года исполком Ленсовета зарегистрировал новую ленинградскую газету, учредителем которой стал Ленсовет. Полная информация была опубликована в «Вечернем Ленинграде», «Невской заставе» и других газетах.
Для редакции газеты было выбрано помещение — 2-й и 3-й этажи в доме на улице Герцена, 47 (Дом Набокова). Ленгорисполком тоже принял своё соответствующее решение. 05. 11. 90 г. № 927 "О газете Ленсовета «Невское время».
21 декабря 1990 года состоялась презентация новой городской газеты «Невское время» в Доме культуры «Невский».
На 2010 год «Невское время» не являлось изданием городского парламента (Законодательного собрания). 25 апреля 2006 года «Невское время» перерегистрировалась. Учредителем стало "ЗАО "Редакция газеты «Невское время».
Газета «Невское время» входит в состав холдинга «Балтийская медиа-группа». Выходит ежедневно со вторника по субботу, на 12, 20 (четверг) и 14 (суббота) полосах. Газета печатается в Санкт-Петербурге, Архангельске, Калининграде, Мурманске, Вологде и Сыктывкаре. Помимо указанных городов распространяется в Великом Новгороде, Петрозаводске, Пскове и Москве.
8 февраля 2012 года вышел 5000 выпуск газеты.
14 августа 2012 года газета заняла 8 место в рейтинге 30 лучших медиа-ресурсов Санкт-Петербурга за II квартал 2012 года компании «Медиалогия».
Газета имеет свой дайджест на сайте радио «Голос России».
В сентябре 2015 года акционеры издания приняли решение о его закрытии.

## Судебные процессы
24 декабря 2008 года газета выиграла судебный процесс начатый против неё ОАО "Производственно-технологический центр «Спецтранс». Поводом для иского заявления явилась публикация газетой материала о вылове и убийстве бездомных животных в Выборге. Компания «Спецтранс» требовала признать несоответствующими действительности высказывания защитницы прав животных Светланы Лось о том что эта компания причастная к убийствам животных, а также выплаты компенсации морального ущерба в размере 20 тысяч рублей.
30 марта 2012 года из-за непростых отношений редакции издания с собственником арендуемого помещения был выключен свет на всех этажах, кроме первого, где разместилась фармацевтическая компания «Фармакор», владеющая зданием. Без света также осталось «Радио Балтика». 1 апреля в сложившиеся обстоятельства вмешался губернатор Санкт-Петербурга Г. С. Полтавченко поручивший разобраться комитету по энергетике и правоохранительным органам. 4 апреля юристы «Балтийской медиа-группы» заявили, что в связи с происшествием намерены обратиться в суд. Их поддержал Петербургский союз журналистов.

## Главные редакторы
- Сазанов Александр Петрович исполняющий обязанности[4] — (26 июня 1990 г. — октябрь 1990 г.)[3] — (род. 19 октября 1952 г.[16][17])
- Кириллов Юрий Михайлович[4]— (17 октября 1990 года — 1991 год)[3] — (род. 1940 г. — умер 1999 г.)[18]
- Чичин Вячеслав Васильевич[19][20] — (1991[21][22] был на должности около трёх лет[3][4]) — (род. 24 сентября 1955 г.[21][22])
- Манилова Алла Юрьевна;[3][4] — (1994 г.[23] — 2003 г.[3]) — (род. 16 июля 1957 г.[24])
- Соболев Владимир Михайлович (2003 г. — 2006 г.)
- Иванов Михаил Владимирович[25] — (2006 г. — 2015 г.) — (род. 10 января 1961 г.[26])

## Награды
В 2004 году издание получило премию имени Герда Буцериуса «Свободная пресса Восточной Европы».